# Green Camel Bell
Green Camel Bell (GCB, 绿驼铃, lǜtuólíng en mandarin) est la première et la seule organisation non gouvernementale environnementale dans la province de Gansu en Chine. Elle fut créée par Zhaozhong le 4 novembre 2004 à Lanzhou. 
Son objectif principal est de promouvoir la protection environnementale en Chine continentale. GCB participe à l'amélioration et la reconstruction d'écosystèmes dégradés en voie de disparition. Elle joue un rôle actif dans la protection environnementale et sensibilise les jeunes dans les écoles et universités de la province de Gansu.
Depuis sa fondation, elle est surtout active dans les domaines suivants:
- Adoption de mesures efficaces afin de résoudre les problèmes environnementaux dans la province de Gansu
- Promouvoir la protection environnementale dans la province de Gansu
- Enseignement et sensibilisation à la protection environnementale dans les écoles maternelles et primaires
- Promouvoir la création d'associations et organisations écologiques au sein des écoles et universités de Lanzhou
- Formation et entrainement des bénévoles de GCB

Green Camel Bell a, depuis sa création, mené à bien bon nombre de projets tels que: “Fruit for Greeting Cards”, “Gansu Flash Design Contest for Environmental Protection”, “A Green China Welcomes the Olympics – Protecting our Mother Rivers”, “Gansu College Students: Green Camps of 2005 and 2006”, "Cropland Conversion into Forest and Grassland" , et le "College Students Forum”.
Green Camel Bell a publié une "carte verte" de la ville de Lanzhou.

## Champs d'action
- Communication et éducation environnementale
- Construction de bâtiments écologiques
- Développement d'une communauté rurale
- Ressources en eau et formation à une meilleure irrigation[2]
- Désertification
- Protection de la faune et la flore sauvage[1]